# Ferrovia Gairo Taquisara-Jerzu
La Gairo Taquisara-Jerzu era una linea ferroviaria a scartamento ridotto della Sardegna.

## Profilo

Il capolinea di Jerzu nel 1905

La linea nacque come diramazione di 9 km della Mandas-Arbatax (anch'essa in fase di realizzazione in quegli anni), e fu costruita ad opera della Società italiana per le Strade Ferrate Secondarie della Sardegna negli ultimi anni del XIX secolo. La più breve linea costruita nella storia dell'intera rete ferroviaria pubblica sarda venne infatti inaugurata il 16 novembre 1893, e seppur così breve, rappresentò un enorme progresso per gli abitati di Osini, Ulassai e Jerzu, all'epoca raggiungibili solo con i mezzi a trazione animale. Già nel 1870 lo jerzese Nicolò Businco sollecitò in vari comizi la realizzazione di un collegamento ferroviario che mettesse in comunicazione i paesi del Pardu con il resto dell'isola. Dopo 23 anni di speranze, le popolazioni di Jerzu, Osini e Ulassai poterono così raggiungere lo scalo di Gairo coi primi treni, e da lì proseguire per Arbatax o verso Mandas e Cagliari. Un dato su tutti spiega la portata di questo progresso: Cagliari era raggiungibile ora con 9 ore di treno, e non più con dieci giorni di viaggio sui carri o col cavallo.
Nel 1921 la linea, come le altre delle SFSS, passò alle Ferrovie Complementari della Sardegna, ed il 28 novembre 1926 nel Regio Decreto nº2038, contenente il piano (in gran parte non realizzato) di costruzione di nuove ferrovie in Sardegna, fu inserito anche il prolungamento della linea dalla stazione di Jerzu sino al centro abitato, prolungamento che però non divenne mai realtà. La storia di questa ferrovia terminò il 14 settembre 1956, quando venne attuata la chiusura della tratta e la sostituzione del servizio per mezzo di autobus, non senza amarezza da parte delle popolazioni locali.

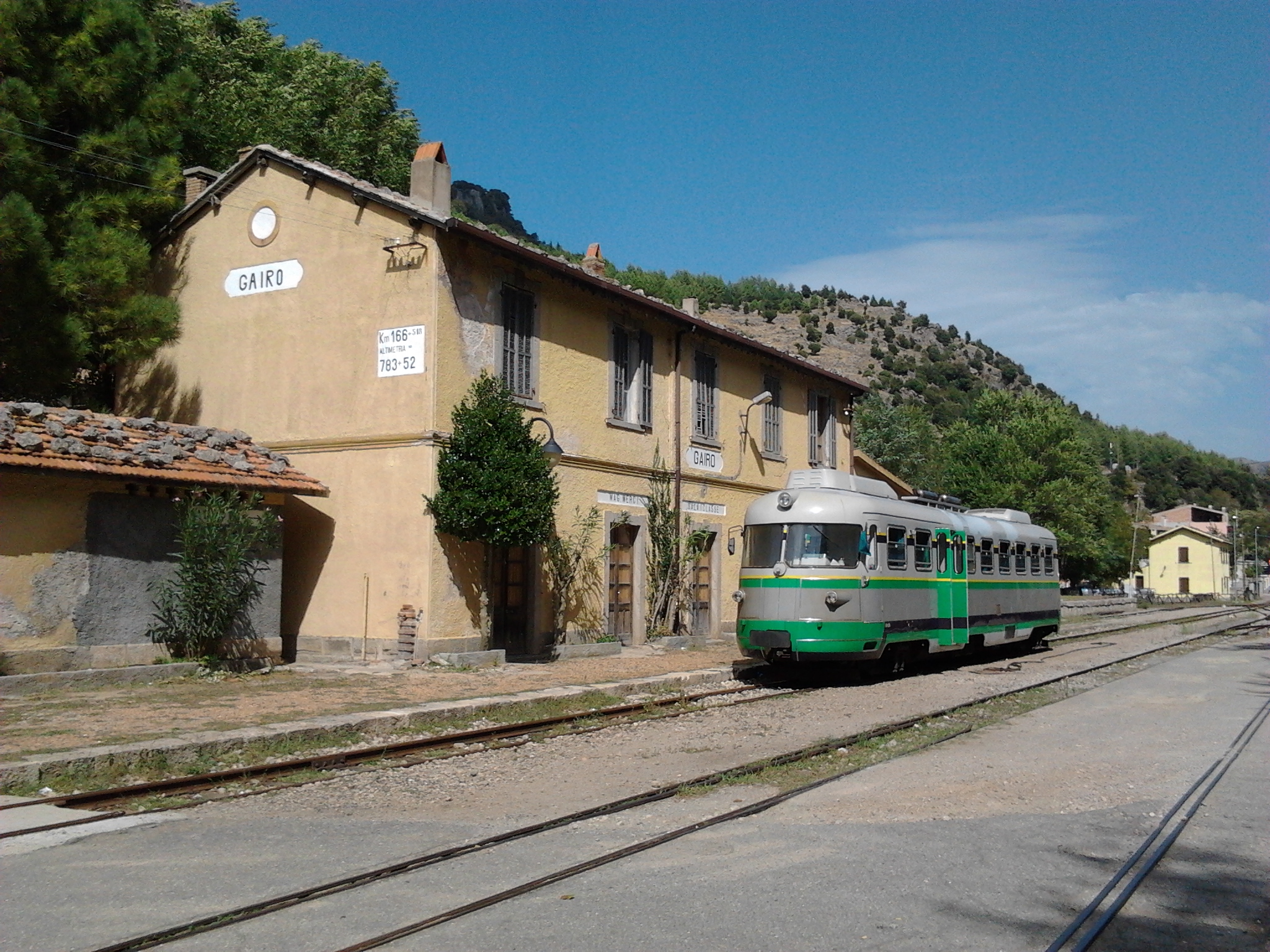
La stazione di Gairo (all'epoca Gairo Taquisara), dal 1997 attiva solo per i convogli turistici che percorrono la Mandas-Arbatax

La tratta è stata interamente smantellata, seppur restino le opere realizzate per la linea, tra cui spicca la stazione capolinea di Jerzu, riconvertita a museo d'arte (denominato Stazione dell'arte) su iniziativa del comune di Ulassai, nel cui territorio è compreso oggi lo scalo. La stazione di Gairo invece serve tuttora la linea Mandas-Arbatax, che dal 1997 è attiva solo per il servizio turistico.

## Caratteristiche
La linea aveva una lunghezza di poco meno di 9 km, interamente privi di elettrificazione, a scartamento da 950 mm e dal punto di vista altimetrico presentava una costante discesa dall'abitato di Gairo Taquisara, il cui scalo costituiva il culmine della ferrovia a 784 m s.l.m., alla stazione di Jerzu, quota minore a 611 m s.l.m. Le pendenze raggiungevano punte del 29‰ nel tratto iniziale della ferrovia.
Dal punto di vista dell'armamento la linea utilizzava binari formati da rotaie Vignoles da 21 kg/m e da traverse in legno, rimasti inalterati nel corso della storia della ferrovia.

### In cifre
- Lunghezza: 8,715 km tra Gairo e Jerzu[6]
- Pendenze massime[6]:
  - 29‰ Gairo - Osini-Ulassai
  - 24‰ Osini-Ulassai - Jerzu
- Raggio minimo di curvatura: 80 m[7]

### Percorso
| Continuation backward |

| Station on track |

|  | Unknown route-map component "xABZgl" | Unknown route-map component "CONTfq" |

| Unknown route-map component "exBHF" |

| Unknown route-map component "exKBHFe" |

Dal punto di vista del tragitto la linea partiva dalla stazione di Gairo (denominata all'epoca Gairo Taquisara) e virava verso sud, seguendo il corso del rio Pardu. Dopo aver attraversato l'unica stazione intermedia, quella di Osini-Ulassai, la linea giungeva nel capolinea di Jerzu, situato alcuni chilometri a nord ovest dell'omonimo abitato.